# 다모류
다모류(多毛類)는 다모강에 딸린 환형동물의 총칭이다. 몸통 부분에 측각·강모 등이 발달한 복잡한 생김새를 나타낸다. 생활 양식은 모래진흙 속에 사는 것, 헤엄쳐다니는 것, 부유성인 것, 고착하는 것 등 매우 다양하다. 현재 5,300여 종가량 알려져 있으며, 갯지렁이·갯지네·검정갯지렁이·긴참갯지렁이·갈고리갯지렁이·꽃갯지네 등이 이에 속한다.
몸은 가늘고 길며 많은 체절로 이루어져 있다. 몸 안의 마디마디는 격막으로 구분되어 있으며 외형이 잘 분화되어 머리에는 촉수, 눈, 냄새를 느끼는 섬모구, 먹이를 취하는 실 모양의 감촉사 등이 종류에 따라 각기 발달하여 있다. 한편 체절의 수는 성장 단계에 따라 달라지지만, 성체가 되면 거의 일정해진다. 각 체절의 양쪽에는 보행용 측지가 있으며, 측지에는 강모 다발이 나 있는데, 이들 측지와 강모는 종류에 따라 다른 특징을 나타낸다.
소화관은 입에서 인두·식도·창자·항문으로 이어지는 발달된 체제를 나타내며, 특히 갯지렁이과나 털갯지렁이 등에는 튼튼한 큰 턱이 있다. 혈관계는 발달된 폐쇄혈관계로서, 혈액에는 혈색소가 들어 있다. 그러나 혈관계가 없는 종에서는 체강액에 포함된 혈색소가 몸 속을 돌면서 혈액의 역할을 대신하기도 한다.
다모류는 무성생식과 유성생식이 모두 알려져 있다. 유성생식은 암수의 개체가 물 속을 헤엄쳐다니면서 생식을 하거나, 알주머니를 다른 물체에 부착시키는 등 여러 가지의 형태를 나타낸다.

## 같이 보기
- 갯지렁이
- 갯지네
- 검정갯지렁이
- 긴참갯지렁이
- 갈고리갯지렁이
- 꽃갯지네

## 분류
다모강 (Polychaeta)
- Palpata 아강
- 부채발갯지렁이아강 (Aciculata)
  - 털갯지렁이목 (Eunicida)
  - 부채발갯지렁이목 (Phyllodocida)
- Sedentaria 아강
- Errantia 아강
- 꽃갯지렁이하강 (Canalipalpata)
  - 꽃갯지렁이목 (Sabellida)
  - 얼굴갯지렁이목 (Spionida)
  - 유령갯지렁이목 (Terebellida)
- Scolecida 하강

## 참고 자료
- 이 문서에는 다음커뮤니케이션(현 카카오)에서 GFDL 또는 CC-SA 라이선스로 배포한 글로벌 세계대백과사전의 내용을 기초로 작성된 글이 포함되어 있습니다.